# PELICAN FANCLUB
PELICAN FANCLUB（ペリカンファンクラブ）は、日本のロックバンド。2012年に千葉で結成、2018年にメジャーデビュー、2025年2月1日より無期限活動休止。

## メンバー
- エンドウ アンリ
  - 1992年11月5日（32歳） - 。
  - ギター・ボーカルを担当。
  - 音楽を好きになったきっかけはBUMP OF CHICKEN。
  - 鳥類（動物全般）が苦手である。
  - 特撮モノやアニメが好きで自宅には沢山のプラモデルやフィギュアがある。
  - 洋楽ではコクトー・ツインズ、ライド、ザ・スミス、ソニック・ユース、マイ・ブラッディ・ヴァレンタイン、ジーザス&メリーチェインなど、邦楽ではTHE NOVEMBERS、Syrup 16gなどに影響を受ける。
  - 平沢進のファンクラブに入っている。

### 旧メンバー
- カミヤマ リョウタツ
  - 1992年10月27日（32歳） - 。
  - ベースを担当。
  - 愛称は「カミ」。
  - ボーカルのエンドウとは小・中学校が一緒だった。
  - ピンク髪が特徴である。
  - 2022年7月5日に開催された「PELICAN FANCLUB ONEMAN LIVE - F - ＠恵比寿 LIQUIDROOM」をもって脱退した[2]。
- シミズヒロフミ
  - 1989年10月30日（35歳） - 。
  - ドラムスを担当。
  - 愛称は「シミくん」。
  - 元メンバーのクルマダは大学の先輩である。
  - 2022年7月5日に開催された「PELICAN FANCLUB ONEMAN LIVE - F - ＠恵比寿 LIQUIDROOM」をもって脱退した[2]。

## 来歴
- 2012年3月に結成。
- 2014年10月、初の全国流通盤シングル『Capsule Hotel』をタワーレコード限定でリリース。
- 2015年
  - 1月、1st mini album『ANALOG』をタワーレコード限定でリリース。
  - 4月、初のワンマンライブを下北沢SHELTERで開催。
  - 8月、DAIZAWA RECORDSより2nd mini Album『PELICAN FANCLUB』でインディーズデビュー。
- 2016年
  - 6月、3rd mini Album『OK BALLADE』をリリース。
- 2017年
  - 5月、1st full Album『Home Electronics』をリリース。
  - 9月、デジタルシングル『SF Fiction』をリリース。ステージとフロアの境界線をなくした360°ゼロ距離ライブ"DREAM DAZE"を幡ヶ谷Forestlimitにて開催。
  - 11月、デジタルシングル『Shadow Play』をリリース。 ゼロ距離ライブ"DREAM DAZE2"を開催。
- 2018年
  - 4月、ゼロ距離ライブ"DREAM DAZE3"を開催。この公演を以ってギターのクルマダがバンドを脱退。
  - 6月、ライブ会場限定シングル『ガガ』をリリース。
  - 11月、キューンミュージックより『Boys just want to be culture』でメジャーデビュー。
- 2019年
  - 6月、メジャー1st e.p.『Whitenoise e.p.』をリリース。
- 2025年
  - 2月1日、この日をもって無期限で活動休止することを発表した。

## ディスコグラフィー

### demo
1. 1st demo  『pelican fanclub』(2012年8月24日)
1.最後の青
2.クラヴィコードを弾く婦人
3.ファ
2. 2nd demo  『pelican fanclub』(2013年6月30日)
1.Telepath Telepath
2.白は幻
3. heavens or poolland

## ミュージックビデオ
| 公開日     | 監督              | 曲名                           | 備考                     |
| ---------- | ----------------- | ------------------------------ | ------------------------ |
| 2015/07/22 |                   | Dali                           |                          |
| 2016/05/20 |                   | 記憶について                   |                          |
| 2017/04/28 | 井上哲央          | Night Diver                    |                          |
| 2018/06/21 | 渡邉直            | ガガ                           |                          |
| 2018/10/19 | 渡邉直            | ハイネ                         |                          |
| 2018/10/19 | 掛川康典          | Telepath Telepath              |                          |
| 2019/06/25 | 渡邉直            | ベートーヴェンのホワイトノイズ |                          |
| 2019/11/01 | 渡邉直            | 三原色                         |                          |
| 2020/03/06 | 佐伯雄一郎        | Amulet Song                    |                          |
| 2020/11/07 | 中村浩紀          | ディザイア                     |                          |
| 2021/07/11 | 渡邉直            | Who are you?                   |                          |
| 2021/09/01 | 島田欣征          | 星座して二人 feat. 牛丸ありさ  |                          |
| 2022/02/12 | 松田広輝          | 俳句                           | 出演：谷奥えま、谷奥えり |
| 2022/03/02 | Yuta Fukui/室谷惠 | 新世解                         |                          |

## タイアップ
| 曲名         | タイアップ                                                                       |
| ------------ | -------------------------------------------------------------------------------- |
| 三原色       | TVアニメ『Dr.STONE』2クール目 オープニングテーマ                                 |
| ディザイア   | TVアニメ『炎炎ノ消防隊 弐ノ章』第2クールエンディングテーマ                       |
| Who are you? | TVアニメ『BORUTO-ボルト- -NARUTO NEXT GENERATIONS-』17クール目エンディングテーマ |